# Adam Gumpelzhaimer

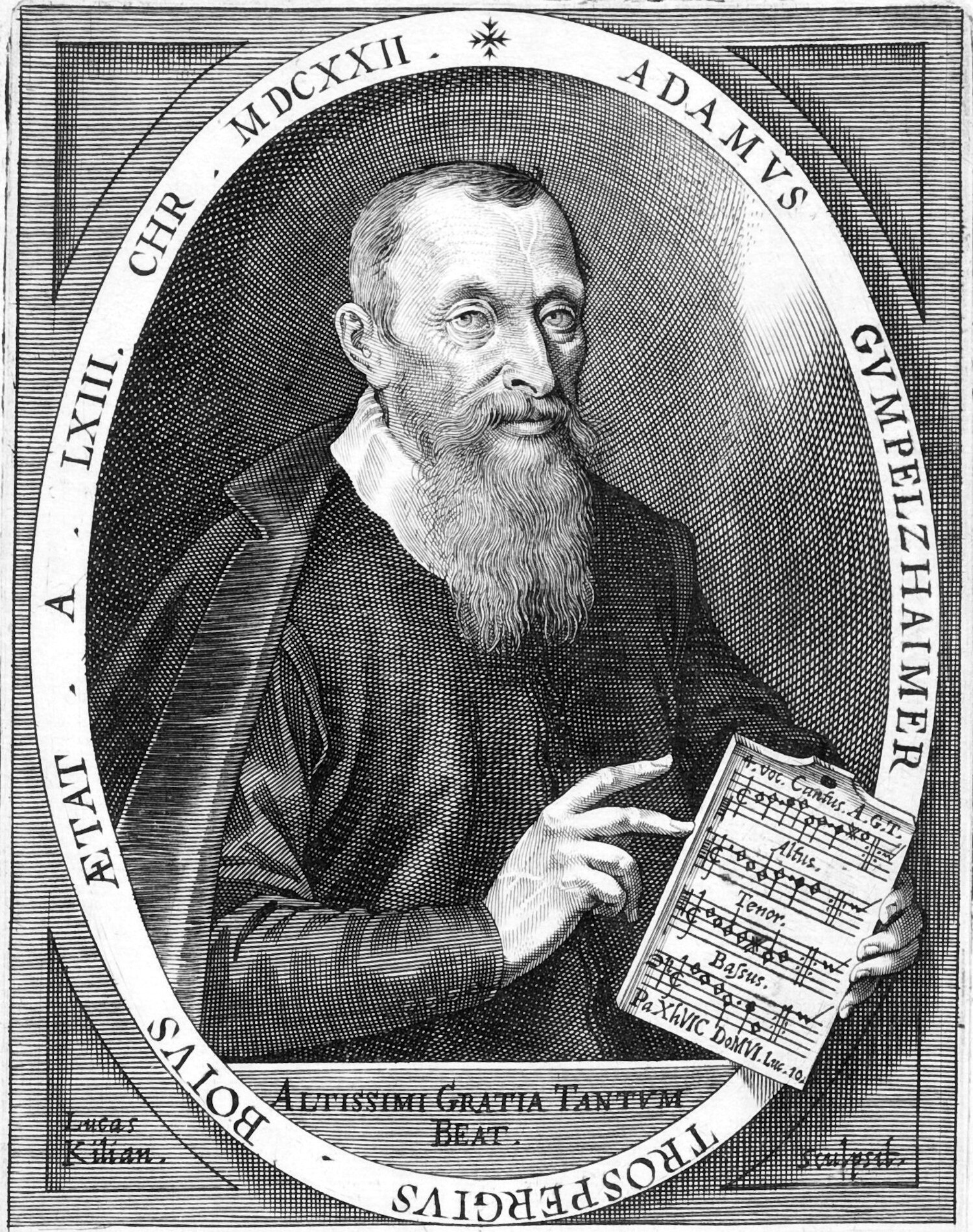
Adam Gumpelzhaimer, nach einem Stich von Lucas Kilian (1622)

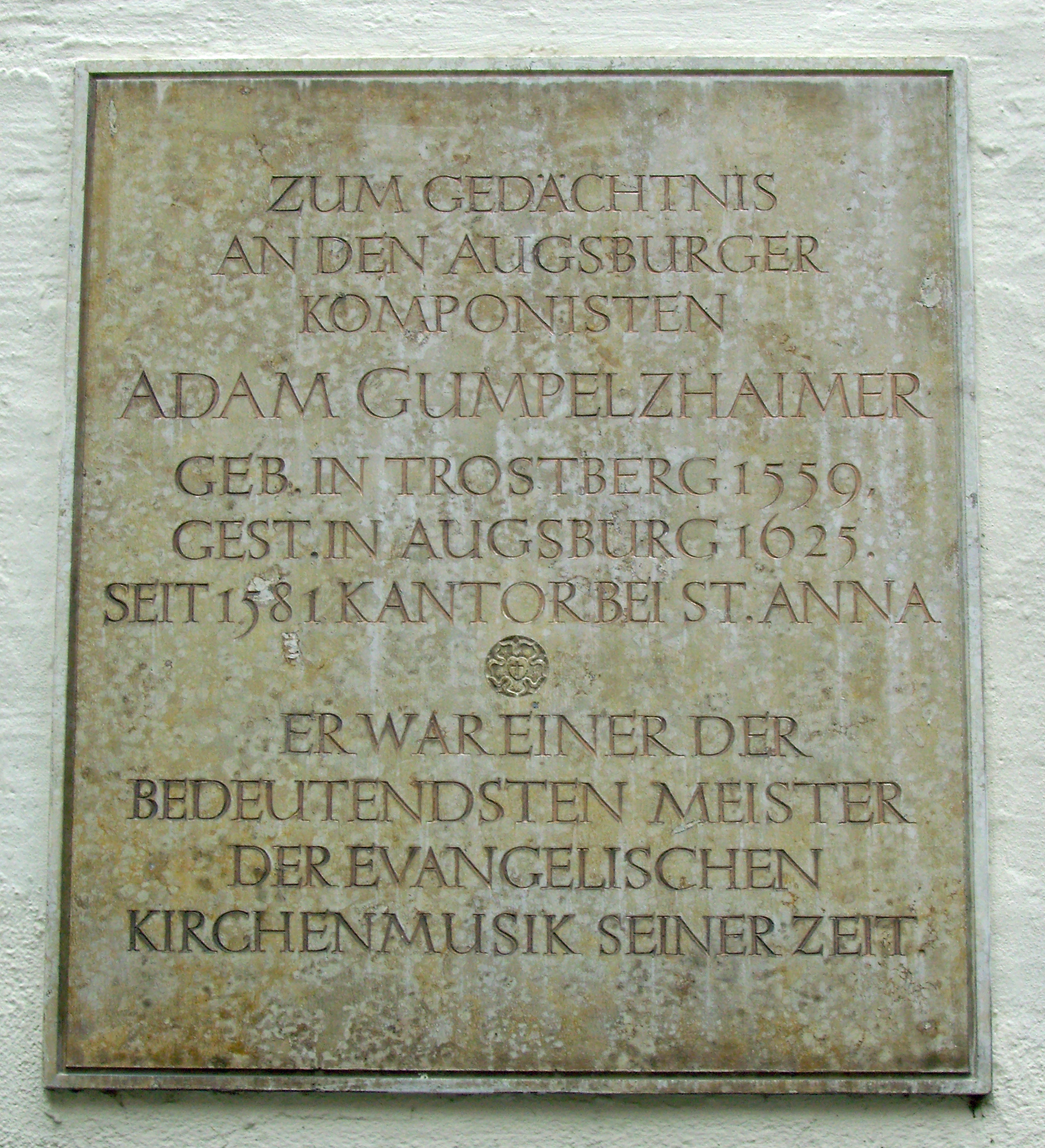
Gedenktafel an der St.-Anna-Kirche, Augsburg

Adam Gumpelzhaimer (auch: Gumpeltzhaimer; * 1559 in Trostberg; † 3. November 1625 in Augsburg) war ein deutscher Komponist, Musiklehrer und -theoretiker.

## Leben
Gumpelzhaimer wurde von seinem Großvater Michael zunächst nach Oettingen, dann ins Benediktinerkloster Sankt Ulrich und Afra Augsburg geschickt, wo er erste musikalische Unterweisung durch Jodocus Entzenmüller, den Vater des in den oberösterreichischen und niederösterreichischen Landen erfolgreichen Joachim Enzmilner, den späteren Freiherrn bzw. Grafen von Windhag, und wahrscheinlich auch durch den Chorleiter Johannes Treer erfuhr. 1581 wurde er Kantor und Praeceptor am Gymnasium bei St. Anna. Diese Anstellung behielt er bis an sein Lebensende. 1582 schrieb sich Gumpelzhaimer an der Universität Ingolstadt ein; wo und wann er seine Magisterwürde erwarb, ist unbekannt. Aus der 1585 mit Barbara Wismüller geschlossenen Ehe gingen keine Kinder hervor. 1590 erlangten beide das Augsburger Bürgerrecht.
1596 organisierte Gumpelzhaimer den Schulchor bei St. Anna neu. 1606 lehnte er ein Angebot ab, das ihn zum Hofkomponisten und Kapellmeister der Württemberger Hofkapelle machen sollte. Im Laufe der Jahre wurden Gumpelzhaimer mehrere Gehaltserhöhungen gewährt. Dennoch geriet er gegen Lebensende in finanzielle Schwierigkeiten. Von 1617 bis 1621 litt er an einer schweren Krankheit. Das Paar Gumpelzhaimer starb einige Jahre später an der Pest.
In seinem Geburtsort Trostberg (Oberbayern) haben sich keine Taufmatrikel oder dergleichen Dokumente erhalten. Ein Raum des örtlichen Stadtmuseums ist Gumpelzhaimer gewidmet und trägt seinen Namen, die darin ausgestellten Einrichtungsgegenstände stammen aus der ersten Hälfte des 17. Jahrhunderts.
Im Schloss Hohenaschau sind in der Kassettendecke eines Eckzimmers Darstellungen der Neun Musen angebracht. Auf jedem Bild sind verschiedene Instrumente der Zeit sehen; jede Muse hält ein Notenblatt in der Hand, auf dem die Buchstabenkombination AG oder AGT bzw. AGTB zu lesen ist. Dabei handelt es sich um eine Abkürzung der Initialen Gumpelzhaimers, versehen mit dem Zusatz T(rospergius) B(oius oder Bavarus), der Bayer aus Trostberg, wie es sich auch in manchen seiner Druckwerke findet. Auf seinem Porträt (Stich von Lucas Kilian 1622) findet sich eine andere Lesart der vier Buchstaben, nämlich der etwas holprige lateinische Satz: A(ltissimi) G(ratia) T(antum) B(eat). Die in Hohenaschau dargestellten Notenblätter ergeben aber keine sinnvollen Kompositionen, sind also rein ornamental und als Reverenz an den Musiktheoretiker Gumpelzhaimer zu verstehen, dessen Lehrwerk Compendium musicae bis 1681 15 Auflagen erlebte.

## Werk
Zu Lebzeiten war Gumpelzhaimer vor allem für seine an seine Schüler gerichtete Anleitung Compendium musicae bekannt, die über 90 Jahre lang in 13 Auflagen veröffentlicht wurde. Sie basiert auf dem 1548 von Heinrich Faber veröffentlichten Compendiolum musicae und dessen Übersetzung, die Gumpelzhaimer durch zahlreiche Musikbeispiele erweiterte. Weiterhin sind in diversen Musiksammlungen mehrstimmige Vokalwerke von Gumpelzhaimer überliefert.
Druckwerke:
Alle Werke wurden in Augsburg gedruckt.
- Compendium musicae. 1591.
(weitere Auflagen 1595, 1600, 1605, 1611, 1616, 1618, 1625, 1632, 1636, 1646, 1655, 1665, 1675, 1681) (Digitalisat der Ausgabe Augsburg 1595 in der Google-Buchsuche).
- Neüe Teütsche Geistliche Lieder, […] nach Art der Welschen Villanellen. 1591 (2. Ausgabe 1602).
- Neüe Teütsche Geistliche Lieder, nach Art der Welschen Canzonen. 1594 (2. Ausgabe 1602).
- Contrapunctus quatuor & quinque vocum. 1595.
- Sacrorum concentuum Octonis vocibus modulandorum Liber Primus. 1601.
- Psalmus LI Octo vocum. 1604 (weitere Auflage 1619).
- Lustgaertlins Teutsch vnd Lateinischer Geistlicher Lieder, Erster Theil. 1611.
(3. Ausgabe der Neüe Teütsche Geistliche Lieder von 1591)
- Lustgaertlins Teutsch vnd Lateinischer Geistlicher Lieder, Ander Theil. 1611.
- Sacrorum concentuum Octonis vocibus modulandorum Liber Secundus. 1614.
- Zwei schoene Weihenaecht Lieder. 1618.
- Lustgaertlins … Erster Theil. 1619 (4. Ausgabe von 1591).
- Lustgaertlins … Ander Theil. 1619 (2. Ausgabe von 1611).
- Wirtzgaertlins Teütsch vnd Lateinischer Geistlicher Lieder, Erster Theil. 1619.
(3. Ausgabe der Neüe Teütsche Geistliche Lieder von 1594)
- Wirtzgaertlins Teütsch vnd Lateinischer Geistlicher Lieder, Ander Theil. 1619.

Handschriftliche Autographen:
- Codex Gumpelzhaimer. 1699.
- Codex Gumpelzhaimer. 1624.

Diverse Stimmbücher befinden sich in der ehemaligen bischöflichen (Proskeschen) Bibliothek in Regensburg.